# Provincias de Portugal
Las provincias de Portugal son una antigua división administrativa, una división histórico-cultural del territorio nacional por demarcaciones y regiones que pervive en la memoria colectiva. En la actualidad, las llamadas  regiones naturales o provincias históricas no tienen significado administrativo, aunque continúan siendo reconocidas por todos. La división de 1936 en provincias sirvió como base de la Educación nacional durante décadas y, en algunos casos (sobre todo en la enseñanza primaria), hasta comienzos del siglo XXI.
A lo largo de la historia, Portugal tuvo varias organizaciones administrativas que la dividieron en provincias. El propio Condado Portucalense, que dio origen al Estado Portugués, era conocido como "Provincia del Reino de León".

## Evolución histórica

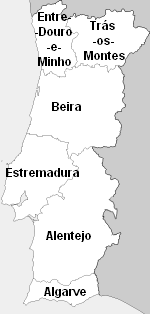
División histórica de Portugal en 6 provincias.

Para efectos estadísticos y administrativos, Portugal comenzó a partir del siglo XV, a ser dividido en seis grandes áreas, que son, de norte a sur:
- Entre Douro e Minho
- Trás-os-Montes
- Beira
- Estremadura
- Alentejo
- Algarve.

Estas divisiones fueron inicialmente conocidas por comarcas, con excepción de Algarve, que tuvo siempre el título honorífico de Reino de Algarve. Cada comarca constituía la jurisdicción de un corregidor, magistrado de la Corona nombrado como intendente de la administración y la justicia locales. A partir del siglo XVI, las comarcas comienzan a ser llamadas Provincias.
En el siglo XVII, las provincias pasan a ser subdivididas en comarcas o correições, cada una con su corregidor. De esta manera, deja de haber un órgano provincial de administración y, en términos civiles, las provincias pasan a ser meras unidades estadísticas. En términos militares, son creados, con el mismo rango, los gobernadores de armas, comandantes militares territoriales cuya jurisdicción coincide con los territorios de las provincias. Esta situación se mantuvo hasta la reforma administrativa de 1832.

### Provincias de 1832
En 1832, el gobierno liberal, en exilio en la isla Terceira, decretó una nueva reforma administrativa del país. Por esa reforma, todo el país, incluyendo las islas atlánticas y el ultramar portugués, fue dividido en provincias o ayuntamientos. Esta vez, cada provincia tenía órganos de gobierno y de administración propios: el alcalde (o gobernador, representando la Administración central) y la Junta General (órgano de gobierno, elegido localmente). Cada provincia estaría dividida en comarcas. Las comarcas que no eran sede de provincia constituían una subprefectura, bajo la jurisdicción de un subprefecto, que representaba al alcalde en las respectivas comarcas.
En Portugal continental, la nueva división provincial establecida correspondía, aproximadamente, a la división en vigor desde el siglo XV, con excepción de la Beira y del sur de Entre-Douro-e-Minho, que fueron repartidos por varias provincias.
Pasaron a existir las siguientes provincias en el continente, de norte a sur:
- Miño (norte de Entre Douro e Minho medieval)
- Duero (sur de Entre Douro e Minho medieval)
- Trás-os-Montes
- Beira Alta (norte de la Beira medieval)
- Beira Baja (sur de la Beira medieval)
- Estremadura
- Alentejo
- Algarve

En las islas se crean las provincias de Madeira y de Azores (esta se divide en 1833, dando lugar a la Provincia Occidental de Azores y a la Provincia Oriental de Azores). Paralelamente, en equivalencia de plantilla de gobierno y de administración (por lo menos, en teoría) son creadas, en el ultramar, las siguientes provincias: Cabo Verde y Guinea; Santo Tomé y Príncipe; África Occidental Portuguesa (Angola); África Oriental Portuguesa (Mozambique); India portuguesa; y Macao y Timor. En ultramar, las provincias continuaron hasta 1974 como unidades administrativas con órganos propios, normalmente regidas por un gobernador o gobernador general.

### Reforma de 1835
En 1835, una nueva reforma administrativa divide Portugal, continental e insular, en Distritos, que pasan a constituir la principal división administrativa del país. Las provincias continúan existiendo, pero sin órganos propios, pasando a ser, tal como antes de 1832, meras divisiones para fines estadísticos y de referencias geográficas. Se mantienen las provincias de 1832-1835, pero con sus límites adaptados a la nueva división en distritos, de modo a que cada provincia agrupe uno o más distritos. En este formato, las provincias seguirán existiendo hasta el siglo XX.

### Provincias de 1933
Dentro de la política de regionalización defendida por el Estado Nuevo, la Constitución de 1933 preveía la existencia de provincias, que serían autarquías locales supramunicipales. Cada provincia sería dotada de un órgano ejecutivo (la Junta provincial) y de un órgano deliberativo (el Consejo provincial). Los distritos se mantendrán, pero con jurisdicción territorial de los gobernadores civiles.
La nueva división provincial, en parte, se basaba en las anteriores. La división fue hecha con base en estudios del geógrafo Amorim Girão, publicados entre 1927 y 1930, que dividían Portugal Continental en trece regiones naturales:
- Minho
- Trás-os-Montes
- Alto Douro
- Beira Alta
- Beira Transmontana
- Beira Litoral
- Beira Baixa
- Ribatejo
- Estremadura
- Alto Alentejo
- Bajo Alentejo
- Algarve

Sin embargo, las provincias fueron implantadas efectivamente en 1936.

### Provincias de 1936

Provincias de Portugal en 1936.

Fueron creadas once provincias de las trece regiones naturales propuestas por Amorim Girão, siendo unidas Tras-os-Montes y Alto Doro en la provincia de Trás-os-Montes y Alto Douro, y Beira Alta y Beira Transmontana en la Provincia de Beira Alta. Al contrario de la anterior, esta división provincial no tuvo en cuenta los límites de distrito. Pasaron a existir distritos cuyos territorios estaban repartidos por una o más provincias, y viceversa. En el país pasaron, pues, a convivir dos grandes divisiones administrativas (provincial y de distrito) de manera solapada y no coincidente.
Por lo tanto, en el continente las provincias pasaron a ser las siguientes:
- Minho
- Douro Litoral
- Trás-os-Montes
- Beira Alta
- Beira Litoral
- Beira Baixa
- Ribatejo
- Estremadura
- Alto Alentejo
- Bajo Alentejo
- Algarve

## Provincias ultramarinas

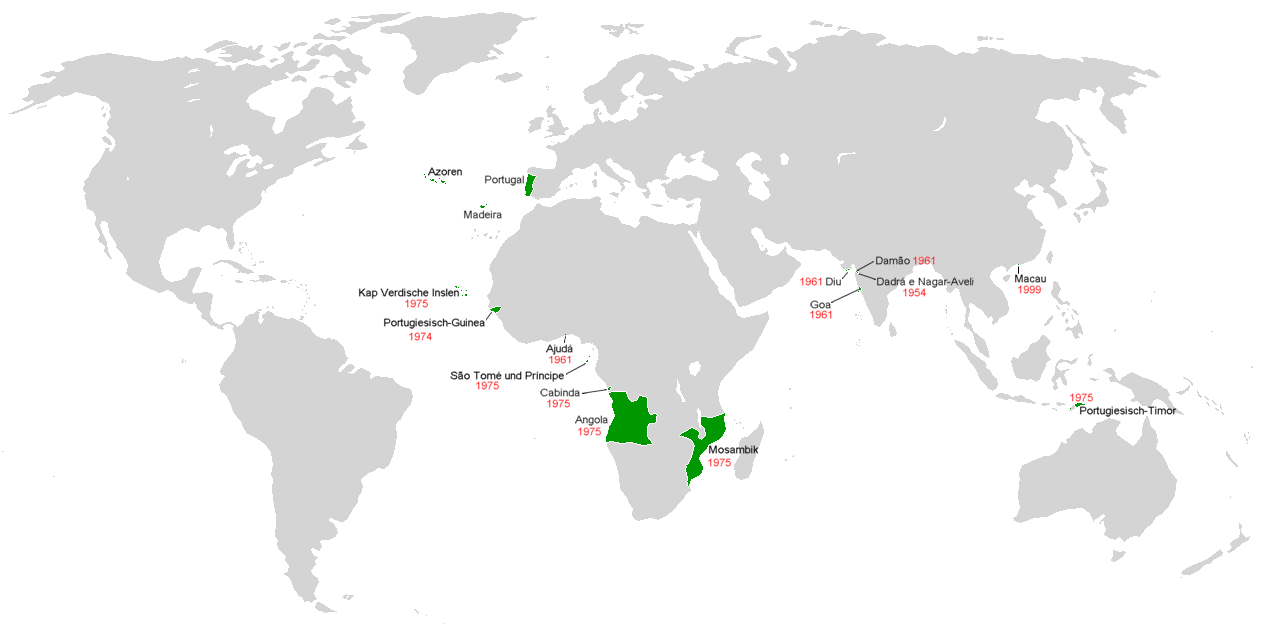
Provincias ultramarinas de Portugal en el.

Con excepción de las diecinueve provincias ultramarinas que formaban el territorio del actual  Brasil, creadas en 1821 pero que posteriormente fueron reconocidas por Portugal como territorio independiente en 1825, las demás provincias del ultramar portugués fueron creadas con la reforma administrativa de 1832. Era intención de los legisladores que todo el territorio nacional, continental, insular y ultramarino, fuera considerado en igualdad de circunstancias y, consecuentemente, administrado de forma igual.
Rápidamente se verificó que eso no era viable, y los territorios ultramarinos volvieron a tener administraciones especiales, adaptadas a las características de cada territorio. Sin embargo, la provincia pasó, normalmente, a ser la designación oficial de cada territorio ultramarino. En ciertos periodos, dos territorios diferentes fueron unidos en una misma provincia, como fueron los casos de Cabo Verde, Guinea-Bisáu, Macao y Timor Oriental. Así, al contrario de lo que aconteció en la metrópoli, las provincias ultramarinas continuaron disponiendo de órganos de gobierno propio, normalmente, bajo la jurisdicción superior de un gobernador o Gobernador general.

## Las provincias en la actualidad
En 1959 los distritos se sustituyen por las provincias como autarquías supramunicipales, pasando a disponer de Juntas de distrito y Consejos de distrito. Las provincias dejan de tener órganos propios, pasando a ser meras unidades de referencia geográfica, siendo definitivamente extinguidas en 1976. A pesar de eso, las provincias de 1936 se mantuvieron, hasta recientemente, en los libros escolares y aún constituyen las unidades regionales de referencia que los portugueses mejor identifican.